# Oktol
Oktol je visoko-eksplozivna mješavina trinitrotoluena (TNT) i oktogena (HMX). 

## Sastav
Dvije formulacije koje se najčešće koriste:

- 70% HMX & 30% TNT
- 75% HMX & 25% TNT

S obzirom na to da HMX ima mnogo veću brzinu detonacije nego TNT (preko 2000 metara u sekundi brže) i glavni je sastojak ovog eksplozivnog spoja.

## Primjena
Oktol se uglavnom koristi u vojne svrhe, npr: bojne glave, vođeni projektili i kazetne bombe. Oktol je na neki način više skuplji nego eksplozivi temeljeni na heksogenu (RDX) kao što su Ciklotol i Kompozicija B. Prednost oktola je da značajno smanjuje veličinu i težinu potrebnog eksplozivnog punjenja. To su važna razmatranja kada su pitanju "pametna oružja" kao što su vođene rakete. Lagana, ali učinkovita bojna glava znači vrhunsku moć specifične snage. To pak rezultira većom brzinom projektila, dužim dometom i kraćim vremenom leta. Zbog toga, meta ima manje prilika da prepozna i izbjegne napad. 